# モーモールル・℃・ギャバーノ
モーモールル・℃・ギャバーノ（モーモールル・ド・ギャバーノ）は日本のロックバンド、モーモールルギャバンの5枚目のアルバム（2枚目のミニアルバム）。ビクターエンタテインメントのレーベル「Getting Better」から2014年6月25日にリリースされた。

## 解説
- プロデュースはヨシオカトシカズ、ジャケットはバンドとしては初の写真を使ったものになっており、橋本愛を起用している。
- 今作は新曲『ハイヒールブルース』に、ギタリストが在籍していた初期の楽曲（再録音版）4曲を加えた5曲構成となっている。
- 初回限定盤に付属しているDVDには、ツアー『“ライブ活動休止前”ラストワンマンツアー!! 「乱れうち。」からの、「打止め！」』の初日を飾った京都・磔磔公演（2014年1月26日）の模様をノーカットで収録。さらに、『ハイヒールブルース』を含む新旧のPV作品も収録している（収録内容の詳細は後節）。

## 収録曲
1. ハイヒールブルース (4:55)
リード・トラック（今作では唯一の新曲）。PVが作製されている。
2. 最後の青春パンク (3:55)
『ユキちゃん』収録曲の再録音版。
3. 愛のテーマ (4:28)
『モーモールルギャバン』収録曲の再録音版。
4. クソまみれの僕ら (4:03)
『ユキちゃん』収録曲の再録音版。
5. 頭が臭いと君に言われ5日ぶりに風呂に入った (4:43)
『ユキちゃん』収録曲の再録音版。

（作詞・作曲：モーモールルギャバン）

## 初回限定盤DVD

### 初回限定盤DVD『京都磔磔公演ライブ映像』
楽曲リスト
1. SOS
2. 琵琶湖とメガネと君
3. 裸族
4. 細胞9
5. コンタクト
6. ATTENTION
7. BeVeci Calopueno
8. MY SHELLY
9. POP! 烏龍ハイ
10. Hello!! Mr.Coke-High
11. 野口、久津川で爆死
12. 悲しみは地下鉄で
13. ワタシハワタシ
14. 変な人
15. 821
16. LoVe SHouT!
17. ユキちゃんの遺伝子
18. スシェンコ･トロブリスキー
19. サノバ･ビッチェ
20. サイケな恋人
21. 僕は暗闇で迸る命、若さを叫ぶ
22. パンティー泥棒の唄
23. ユキちゃん

（作詞・作曲：モーモールルギャバン）

### PV集
1. ハイヒールブルース（監督：ヨシオカトシガズ）
2. MAD MADONNA（監督：川橋勇紀 (kukuru inc.) ）
3. LoVe SHouT!（監督：川橋勇紀 (kukuru inc.) ）
4. サノバ・ビッチェ（監督：坂本あゆみ (kukuru inc.) /築地亮佑 (kukuru inc.) /ヨシオカトシガズ）
5. Good Bye Thank You（監督：中村ムニエル）
6. ワタシハワタシ（監督：ヨシオカトシガズ）
7. Hello!! Mr.Coke-High（監督：中村ムニエル）
8. ユキちゃんの遺伝子（監督：モーモールルギャバン/滝本章雄 (ArtYard) ）

## 参加メンバー
モーモールル・℃・ギャバーノ
- ゲイリー・ビッチェ (矢島剛) ：ドラム/ヴォーカル (#1, #2, #3, #4, #5)
- ユコ＝カティ (尾家祐子) ：キーボード/コーラス/銅鑼 (#1, #2)
- T-マルガリータ (丸山知秀) ：ベース/コーラス

初回限定盤DVD『京都磔磔公演ライブ映像』
- ゲイリー・ビッチェ (矢島剛) ：ドラム/ヴォーカル (#1, #2, #3, #6, #8, #9, #10, #12, #14, #15, #16, #17, #18, #19, #20, #21, #22, #23)
- ユコ＝カティ (尾家祐子) ：キーボード/ヴォーカル (#3, #5, #10, #13, #14, #16, #18, #19, #20, #21) /コーラス/銅鑼 (#1, #4, #11, #16, #18)
- T-マルガリータ (丸山知秀) ：ベース/コーラス/コーラス/銅鑼 (#8)